# حميد أحداد
حميد أحداد (مواليد 30 نوفمبر 1994 في أكادير)، هو لاعب كرة قدم مغربي يلعب في مركز مهاجم أو تحت المهاجم وأيضا يلعب كجناح رفقة فريق نادي الفتح الرياضي.

## بداية المسيرة الكروية
بدأ حميد أحداد مسيرته كلاعب في مدرسة نادي أدرار سوس، والتحق بالفريق الأول عند بلوغه الـ17 عاما، وقدم أداء طيبا أسهم من خلاله لوصول الفريق إلى دوري الدرجة الأولى هواة.
في العام التالي، انتقل أحداد إلى صفوف نادي حسنية أغادير، وظل في صفوفه لمدة موسم واحد، قبل أن ينتقل إلى الدفاع الحسني الجديدي ومنه إلى نادي الزمالك المصري عام 2018.

## المسيرة الاحترافية
أنهى الموسم الأول بالدفاع الحسني الجديدي مسجلًا هدفًا واحدًا فقط، وفي ثاني المواسم، ظهر اللاعب بمستوى أفضل إذ تمكن من المشاركة في 19 مباراة من أصل 24 طوال الموسم، سجل خلالها 7 أهداف، ليكون ثالث هدافي الفريق.
بعد تألق أحداد، قرر الجهاز الفني لمنتخب المغرب للمحليين، ضم اللاعب ومنحه فرصة في بطولة كأس الأمم الإفريقية للمحليين، وتمكن اللعب من إثبات موهبته الدولية، وكسب اهتمام العديد من الأندية الخارجية، من بينها الزمالك.

## الإنجازات
الزمالك
- الدوري المصري : 2020–21
- كأس السوبر المصري السعودي : 2018
- كأس الكونفيدرالية الأفريقية : 2019

 الرجاء الرياضي
- الدوري المغربي : 2019–20

 الوداد الرياضي
- دوري أبطال إفريقيا الوصيف : 2023

## روابط خارجية
- حميد أحداد على موقع قاعدة بيانات كرة القدم.إي يو (الإنجليزية)
- حميد أحداد على موقع ناشيونال فوتبول تيمز (الإنجليزية)
- حميد أحداد على موقع Soccerway.com (الإنجليزية)